# Oldenlandia herbacea
Oldenlandia herbacea är en måreväxtart som först beskrevs av Carl von Linné, och fick sitt nu gällande namn av William Roxburgh. Oldenlandia herbacea ingår i släktet Oldenlandia och familjen måreväxter.

## Underarter
Arten delas in i följande underarter:
- O. h. goetzei
- O. h. herbacea
- O. h. holstii